# Vuelta al Táchira 1985
La 20ª edición de la Vuelta al Táchira se disputó desde el 05 hasta el 16 de enero de 1985.
Perteneció al calendario de la Federación Venezolana de Ciclismo. El recorrido contó con 10 etapas y 1201 km, transitando por los estados Mérida, Barinas, Portuguesa y Táchira.
El ganador fue el venezolano José Lindarte del equipo Lotería del Táchira, quien fue escoltado en el podio por Fernando Correa y Elio Villamizar.
La clasificación por equipos la ganó Lotería del Táchira.

## Equipos participantes
Participaron varios equipos conformados entre 3 (mínimo) y 6 (máximo) corredores, con equipos de: Colombia, Costa Rica, Cuba, Holanda e Italia además de 10 elencos de Venezuela. Para el total de 94 pedalistas.
| - Selección de Carabobo - Tres Equipos de Lotería del Táchira A - B - C - Selección de Barinas - Dos Equipos de Cadafe Uribante - Caparo del Táchira A - B - Selección de Nueva Esparta - Guasdualito Táchira - Gobernación de Mérida - Asamblea Legislativa Mérida | - Selección de Colombia - Selección de Costa Rica - Selección de Cuba - Selección de Holanda - Selección de Italia - Apache la Occidental Colombia |

## Etapas
| Etapa   | Fecha       | Recorrido                              | Km  | Ganador            | Lider          |
| Prólogo | 5 de enero  | Circuito en San Cristóbal              | 5   | Omar Hernández     | Omar Hernández |
| 1ª      | 6 de enero  | Circuito en San Cristóbal              | 100 | Rafael Tolosa      | Enrique Campos |
| 2ª      | 7 de enero  | San Cristóbal - Ureña - Rubio - Táriba | 122 | Enrique Campos     | Enrique Campos |
| 3ª      | 8 de enero  | Táriba - Colón                         | 106 | Enrique Campos     | Enrique Campos |
| 4ª      | 9 de enero  | Michelena - La Grita                   | 162 | José Lindarte      | José Lindarte  |
| 5ª      | 10 de enero | Colón - El Vigía - Tovar               | 180 | Enrique Campos     | José Lindarte  |
| 6ª      | 11 de enero | Tovar - Mérida                         | 83  | Leonardo Hernández | José Lindarte  |
| 7ª A    | 13 de enero | Circuito en Barinas                    | 76  | Luigino Podenzana  | José Lindarte  |
| 7ª B    | 13 de enero | CRI de Barrancas a Barinas             | 27  | Elio Villamizar    | José Lindarte  |
| 8ª      | 14 de enero | Barrancas - Guanare - Barinas          | 170 | Luigino Podenzana  | José Lindarte  |
| 9ª      | 15 de enero | Socopó - Santa María de Caparo         | 136 | José Ruiz          | José Lindarte  |
| 10.ª    | 16 de enero | Santa María de Caparo - San Cristóbal  | 145 | Mauricio Vandelli  | José Lindarte  |

## Clasificaciones

### Clasificación general
| Posición | Ciclista            | Equipo                | Tiempo    |
|          | José Lindarte       | Lotería del Táchira   | 30:22:29  |
| 2º       | Fernando Correa     | Selección de Carabobo | +00:01:16 |
| 3º       | Elio Villamizar     | Lotería del Táchira   | +00:01:48 |
| 4º       | Rubén Darío Beltrán | Colombia              | +00:01:49 |
| 5º       | Enrique Campos      | Carabobo              | +00:02:09 |
| 6º       | Ricardo Salazar     | Cuba                  | +00:02:44 |
| 7º       | Jorge Cardona       | Venezuela             | +00:02:45 |
| 8º       | Nerio Morales       | Venezuela             | +00:03:12 |
| 9º       | Faustino Sánchez    | Venezuela             | +00:03:13 |
| 10º      | GustavoParra        | Venezuela             | +00:03:30 |

### Clasificación Regularidad
| Posición | Ciclista            | Equipo   | Puntos |
|          | Enrique Campos      | Carabobo | 63     |
| 2°       | Rubén Darío Beltrán | Colombia | 63     |
| 3°       | Ricardo Salazar     | Cuba     | 44     |

### Clasificación Combinada
| Posición | Ciclista            | Equipo                | Puntos |
|          | Rubén Darío Beltrán | Colombia              | 23     |
| 2°       | Richard Parra       | Gobernación de Mérida | 47     |
| 3°       | Claudio Vandelli    | Cuba                  | 49     |

### Clasificación de la Montaña
| Posición | Ciclista             | Equipo             | Puntos |
|          | Rubén Darío Beltrán  | Selección Colombia | 17     |
| 2°       | Juan Carlos Castillo | Selección Colombia | 11     |
| 3°       | José Lindarte        | Venezuela          | 9      |

### Clasificación de las Metas Volantes
| Posición | Ciclista     | Equipo       | Puntos |
|          | Bandera de ? | Bandera de ? |        |
| 2°       | Bandera de ? | Bandera de ? |        |
| 3°       | Bandera de ? | Bandera de ? |        |

### Clasificación Novatos
| Posición | Ciclista          | Equipo                |
|          | José Ruíz         | Lotería del Táchira   |
| 2°       | Samuel Villamizar | Lotería del Táchira   |
| 3°       | Alonso Montilla   | Gobernación de Mérida |

### Clasificación por equipos
| Posición | Equipo                     | Tiempo    |
|          | Lotería del Táchira        | 87h56m35s |
|          | Colombia                   | 3´35"     |
|          | Cadafe - Uribante - Caparo | 8´12"     |